# Kilbride (Islay)
Kilbride, schottisch-gälisch: Cille Bhrìghde, ist eine kleine Ortschaft auf der schottischen Hebrideninsel Islay und liegt somit in der Council Area Argyll and Bute beziehungsweise der traditionellen schottischen Grafschaft Argyllshire. Sie liegt im Süden der Insel etwa zwei Kilometer nordöstlich des Fährhafens Port Ellen und 15 km südöstlich von Bowmore, dem Hauptort der Insel. Die ehemals nächstgelegene Siedlung, das wenige hundert Meter westlich befindliche Torradale, ist heute unbewohnt. Auch das einen Kilometer östliche Ballynaughton existiert heute nicht mehr. Der nordwestlich von Kilbride entspringende Kilbride River staut sich in dem südlich von Kilbride gelegenen Kilbride Loch auf und fließt dann nahe Laphroaig in den Atlantischen Ozean ab. Die Whiskybrennerei Laphroaig nutzt das Seewasser zur Whiskyproduktion.
Bei der Volkszählung im Jahre 1841 wurden in Kilbride 72 Personen gezählt. Zehn Jahre später hatte sich die Zahl auf 65 Einwohner verringert. Im Jahre 1882 befanden sich in Kilbride noch neun bedachte, ein teilweise bedachtes sowie zwei unbedachte Gebäude. Hundert Jahre später waren es nur noch vier bedachte und ein unbedachtes Gebäude. Heute ist nur noch die Kilbride Farm bewohnt.

## Umgebung
Die Geschichte Kilbrides ist eng mit einer Kapelle an diesem Ort verknüpft. Von dieser leitet sich auch die Ortsbezeichnung, Kilbride bedeutet Kirche der Bhride, ab. Von der 10 m × 4 m messenden Kapelle sind heute noch bis zu knapp einen Meter hohe Ruinen erhalten. Südlich befindet sich Tobar an t-Sagairt, der Brunnen des Priesters. In der Nähe befand sich auch eine knapp 70 cm lange Kreuzplatte, die stilistisch an ähnliche Steine aus dem 7.–9. Jahrhundert aus Wales angelehnt ist.
Aus der Umgebung stammen weitere Belege, die eine weit frühere Besiedlung des Ortes zeigen. So wurde etwa einen Kilometer südlich eine bronzezeitliche Axt entdeckt. In östlicher Richtung befinden sich die Überreste eines Cairns. Dieser maß höchstens 20 m × 16 m und bestand aus drei Kammern. In einer der Kammern wurde ein Münzversteck gefunden. Östlich von Loch Kilbride sind in räumlicher Nähe zwei Menhire zu finden, die eine Höhe von maximal 2,85 m aufweisen. Ein dritter Stein ist anscheinend umgefallen und liegt flach zwischen den beiden erstgenannten. Ein weiterer etwa 3 m hoher stehender Stein befindet sich nahe der Kapellenruine. 800 m östlich der Kilbride Farm auf einer Hügelkante sind die Überreste eines Forts zu finden. Dieses war von einer etwa zwei Meter mächtigen Bruchsteinmauer umfriedet, die ein trapezförmiges Areal von etwa 20 m × 16 m einschloss.